# Santa Cruz (Ilocos Sur)
Santa Cruz is een gemeente in de Filipijnse provincie Ilocos Sur op het eiland Luzon. Bij de laatste census in 2010 telde de gemeente bijna 38 duizend inwoners.

## Geografie

### Bestuurlijke indeling
Santa Cruz is onderverdeeld in de volgende 49 barangays:
| - Amarao - Babayoan - Bacsayan - Banay - Bayugao Este - Bayugao Oeste - Besalan - Bugbuga - Calaoaan - Camanggaan - Candalican - Capariaan - Casilagan - Coscosnong - Daligan - Dili - Gabor Norte | - Gabor Sur - Lalong - Lantag - Las-ud - Mambog - Mantanas - Nagtengnga - Padaoil - Paratong - Pattiqui - Pidpid - Pilar - Pinipin - Poblacion Este - Poblacion Norte - Poblacion Sur | - Poblacion Weste - Quinfermin - Quinsoriano - Sagat - San Antonio - San Jose - San Pedro - Saoat - Sevilla - Sidaoen - Suyo - Tampugo - Turod - Villa Garcia - Villa Hermosa - Villa Laurencia |

## Demografie
Santa Cruz had bij de census van 2010 een inwoneraantal van 37.911 mensen. Dit waren 2.005 mensen (5,6%) meer dan bij de vorige census van 2007. Ten opzichte van de census van 2000 was het aantal inwoners gegroeid met 3.478 mensen (10,1%). De gemiddelde jaarlijkse groei in die periode kwam daarmee uit op 0,97%, hetgeen lager was dan het landelijk jaarlijks gemiddelde over deze periode (1,90%).

De bevolkingsdichtheid van Santa Cruz was ten tijde van de laatste census, met 37.911 inwoners op 88,78 km², 427 mensen per km².

## Geboren in Santa Cruz
- Abraham Sarmiento (8 oktober 1921), rechter Filipijns hooggerechtshof (overleden 2010);